# Farhādgerd
Farhādgerd (persiska: فرهادگرد) är en ort i Iran.   Den ligger i provinsen Khorasan, i den nordöstra delen av landet, 700 km öster om huvudstaden Teheran. Farhādgerd ligger 1 498 meter över havet och antalet invånare är 6 620.
Terrängen runt Farhādgerd är platt åt nordost, men åt sydväst är den kuperad. Runt Farhādgerd är det ganska glesbefolkat, med 42 invånare per kvadratkilometer. Farhādgerd är det största samhället i trakten. Omgivningarna runt Farhādgerd är i huvudsak ett öppet busklandskap.